# إيريكو سبينديل
إيريكو سبينديل (بالألمانية: Erico Spinadel)‏ (بالإسبانية:Erico Spinadel)،(ولد في 6 مايو 1929،فيينا)، هو مهندس صناعي متخصص في طاقة الرياح، مزدوج الجنسية (نمساوي-أرجنتيني) درس في جامعة بوينس آيرس ، الأرجنتين ،حيث تخرج منها وحصل على درجة الدكتوراه في عام 2004.